# Kin Ping Meh – Chinesischer Liebesreigen
Kin Ping Meh – Chinesischer Liebesreigen (Originaltitel: 金瓶梅, Kinpeibai, deutsch: „Pflaumenblüte in der goldenen Vase“; Alternativtitel: Die sechs Frauen des Ching) ist ein japanischer Spielfilm von Kōji Wakamatsu aus dem Jahr 1968. Das Drehbuch verfasste Atsushi Yamatoya. Es beruht auf einigen Motiven des chinesischen Sittenromans Jin Ping Mei (veraltet: King Ping Meh) aus dem 16. Jahrhundert, wobei der Film das 100-Kapitel-Geschehen auf ein paar Grundlinien reduziert. Die Hauptrollen sind mit Tomoko Mayama, Fumiaki Takashima und Jūzō Itami besetzt. In der Bundesrepublik Deutschland kam der Film zum ersten Mal am 27. Juni 1969 ins Kino.

## Handlung
Goldlotos vergiftet ihren Ehemann, damit sie sich besser unter die Konkubinen des reichen Lüstlings Hsi-Men einreihen kann. Ihr Schwager Wu-Sung liebt sie auch, aber er hat seine Leidenschaft erfolgreich gezähmt. Dafür wird er dann zum Rebellen gegen die Tyrannei, weil es ihm legal nicht gelingt, den Tod seines Bruders zu rächen, und er stattdessen selbst traktiert wird. Auch im Hause Hsi-Men läuft nicht alles rund: es gibt Streitereien, Eifersucht, Vergewaltigung von Domestiken und erschlaffende Leidenschaften. Gegen Ende des Films vergiftet Goldlotos Hsi-Men und Wu-Sung durchbohrt ihre Brust. Darauf folgt ein leidenschaftlicher Todeskuss. Dann reiten die Räuber über die Ferne über ein Feld von Erdhügeln, aus denen Leichenhände gen Himmel ragen.

## Kritik
Das Lexikon des internationalen Films urteilt: Nach Motiven des gleichnamigen chinesischen Romans […] entwirft der japanische Sexfilmroutinier Wakamatsu ein gestalterisch stilvolles, in der drastischen Auswalzung erotischer Kraftakte allerdings auch spekulatives Zeit- und Sittengemälde mit sozialkritischen Akzenten.
Der Evangelische Film-Beobachter fasst seine Kritik so zusammen: Sehr blutiger Historienschinken aus dem alten China um einen Lüstling, mehrere Frauen und einen Rebellen. Naiv mit etwas Sozialkritikansatz und komisch anmutenden Sexualszenen verfilmt nach Motiven des vierhundert Jahre alten Romans. Vielleicht etwas für Liebhaber und Sammler fernöstlicher Filmseltsamkeiten.